# Pandemia de COVID-19 no Reino Unido
A pandemia de COVID-19 no Reino Unido se espalhou em 31 de janeiro de 2020, quando os dois primeiros casos com a doença respiratória COVID-19, causada pelo novo coronavírus SARS-CoV-2, foram confirmados na cidade de Newcastle, em uma família de cidadãos chineses que estavam hospedados em um hotel em York.
O Reino Unido desenvolveu posteriormente, um teste laboratorial específico para o vírus. Em resposta ao surto, o aeroporto de Heathrow recebeu apoio clínico adicional e vigilância reforçada dos voos diretos de Wuhan. Em 30 de janeiro, o grupo de risco do Reino Unido subiu de "baixo" para "moderado", após a OMS anunciar que o COVID-19 da doença como Emergência de Saúde Pública de Âmbito Internacional (PHEIC).
Assim que os casos apareceram no Reino Unido em 31 de janeiro, foi lançada uma campanha informativa sobre saúde pública em aconselhar a população, diminuir o risco de propagação do vírus. No início de fevereiro, outros casos levaram o Secretário de Saúde e Assistência Social, Matt Hancock, introduzir o instrumento estatutário de 2020 ao Regulamento de Proteção à Saúde. Orientações sobre prevenção e controle de infecções, como detectar e diagnosticar o COVID-19 e, atualizações diárias — incluindo conselhos aos viajantes, foram publicadas pelo Departamento de Saúde e Assistência Social (DHSC) e Saúde Pública da Inglaterra (PHE). Além disso, o Serviço Nacional de Saúde (NHS) criou centros de triagem drive-through em vários hospitais. O consultor-médico e chefe do governo britânico, Chris Whitty, explicou uma estratégia para combater o surto com base em quatro objetivos: contenção, retardamento, pesquisas e apaziguamento.
O primeiro caso documentado no Reino Unido ocorreu em 28 de fevereiro de 2020. Todos os casos detectados anteriormente foram infectados no exterior. No dia 1º de março, os casos haviam sido detectados na Inglaterra, País de Gales, Irlanda do Norte e Escócia. Posteriormente, o primeiro-ministro Boris Johnson apresentou o Plano de Ação para o Coronavírus, com o governo classificando o surto como "estado de calamidade nível 4". Em 11 de março, a OMS classificou o surto com uma pandemia. Outras decisões incluíram a cancelamento das aulas na Inglaterra, optando pelo seu fechamento. As companhias aéreas anunciaram uma série de cancelamentos de voos, e alguns varejistas online relataram que os consumidores fizeram pedidos extraordinariamente grandes. Em 12 de março, o grupo de risco no Reino Unido subiu de "moderado" para "alto". Quatro dias depois, após a pandemia de COVID-19 na Itália, o governo advertiu medidas a respeito do distanciamento social, aconselhando a população evitar viagens consideradas "não essenciais", contato com outras pessoas, ambientes fechados, e se possível, passar a trabalharem em casa. Mulheres grávidas, idosos com mais de 70 anos e àqueles com algum grau de saúde comprometido, foram orientados a ficarem em seus domicílios de forma isolada. Em 18 de março, o governo tornou obrigatório o fechamento de escolas e universidades. Em 20 de março, foi divulgado que todos os restaurantes, bares, clubes e instalações esportivas e de lazer também seriam obrigados a fecharem, embora os serviços delivery pudessem permanecer abertas. Em 23 de março, o governo anunciou que essas medidas seriam mais rigorosas, com amplas restrições à liberdade de circulação, aplicáveis por lei.
Em dezembro de 2020, uma nova variante do Coronavirus começou a se espalhar pelo Reino Unido. O governo respondeu colocando novas restrições e começando um lockdown em várias partes do país. Em janeiro de 2021, o Reino Unido começou a vacinar sua população com a vacina BioNTech–Pfizer.

## Antecedentes
Em 12 de janeiro de 2020, a Organização Mundial da Saúde (OMS) confirmou que um novo coronavírus era a causa de uma doença respiratória em um grupo de pessoas na cidade de Wuhan, província de Hubei, na China, sendo relatada à OMS em 31 de dezembro de 2019.
A taxa de letalidade para os casos de COVID-19 foi muito menor se comparado a SARS-CoV de 2003, no entanto, sua transmissão foi significativamente maior, com um número total significativo de mortes. A partir de 19 de março, a Saúde Pública da Inglaterra não classificou mais o COVID-19 como uma "alto" na categoria de grupo de risco.

## Histórico

### Janeiro de 2020
Em 22 de janeiro, após os Estados Unidos confirmar seu primeiro caso, um homem que havia retornado de Wuhan a Washington, onde havia 440 casos confirmados na época, o nível de risco de "muito baixo" a "baixo". Como resultado, o Aeroporto de Heathrow recebeu apoio clínico adicional e vigilância reforçada aos três voos diretos que recebia de Wuhan toda semana; cada um deveria ser atendido por uma equipe da Port Health com suporte ao idioma mandarim e cantonês. Além disso, todos os aeroportos do Reino Unido deveriam disponibilizar orientações por escrito para viajantes doentes. Simultaneamente, foram feitos esforços para rastrear 2.000 pessoas que voaram para o Reino Unido a partir de Wuhan nos últimos 14 dias.
Em 31 de janeiro, dois membros de uma família de cidadãos chineses hospedados em um hotel em York, um dos quais estudou na Universidade de York, se tornaram os primeiros casos confirmados de COVID-19 no Reino Unido. Após a confirmação, eles foram transferidos do Hospital Universitário Hull University para um centro de isolamento especializado, uma Unidade de Doenças Infecciosas de Alta Consequência designada em Newcastle upon Tyne. O caso se tratava de uma mulher de 50 anos que veio da província de Hubei e entrou no Reino Unido em 23 de janeiro. Desenvolveu febre e fadiga em 26 de janeiro, com a confirmação do caso se dando em 31 de janeiro.
No mesmo dia, um voo de evacuação de Wuhan pousou na RAF Brize Norton e os passageiros, nenhum dos quais com sintomas, foram submetidos a uma quarentena, em um quarteirão residencial do Arrowe Park Hospital, em Wirral. Anteriormente, havia uma disputa sobre se o governo deveria ajudar o repatriamento de portadores de passaporte do Reino Unido das áreas mais afetadas na China ou restringir completamente as viagens das regiões afetadas. Alguns cidadãos britânicos em Wuhan foram informados de que poderiam ser evacuados, mas cônjuges ou filhos com passaporte chinês continental não. Isso foi derrubado mais tarde, mas o atraso significou que algumas pessoas perderam o voo.

### Fevereiro de 2020
Em 6 de fevereiro, um terceiro caso confirmado, um homem que havia viajado recentemente para Singapura e depois para a França, foi relatado em Brighton. Ele havia transmitido o vírus para seis de seus parentes na França, antes de retornar ao Reino Unido em 28 de janeiro. Após a confirmação, o governo do Reino Unido ampliou o número de países onde um histórico de viagens anteriores estava associado a sintomas semelhantes aos da COVID-19. Esses países incluíam a China, Hong Kong, Japão, Macau, Malásia, Coréia do Sul, Singapura, Taiwan e Tailândia.
Em 10 de fevereiro, quatro novos casos foram confirmados em Brighton, todos tendo tido algum tipo de contato com o portador do terceiro caso confirmado. Globalmente, o vírus havia se espalhado para 28 países. Naquele dia, o Secretário de Estado da Saúde e Assistência Social, Matt Hancock, anunciou o Regulamento de Proteção à Saúde (Coronavírus) 2020, para dar aos profissionais de saúde pública "poderes fortalecidos" para manter as pessoas afetadas e aquelas que se acredita estarem expostas isoladas. Um nono caso foi confirmado em Londres em 11 de fevereiro.
Em 23 de fevereiro, o número total de casos no Reino Unido chegou a 13, quando quatro novos casos de passageiros no navio de cruzeiro Diamond Princess foram confirmados. Eles foram transferidos para hospitais no Reino Unido. Em 27 de fevereiro, o número total de casos confirmados no Reino Unido subiu para 16, incluindo o primeiro caso na Irlanda do Norte, de uma mulher que havia viajado para Milão.
Em 28 de fevereiro, o primeiro caso no País de Gales foi confirmado em uma pessoa que retornara do norte da Itália. No mesmo dia, dois outros casos foram confirmados na Inglaterra, um dos quais era um homem que não havia contraído a doença do exterior. Ele era um residente em Surrey e o caso foi registrado no Centro de Saúde Haslemere. Um estudo levantou a possibilidade de que a primeira pessoa a contrair a doença no Reino Unido possa ter sido um dos dois cidadãos chineses com casos confirmados em 31 de janeiro. A primeira morte foi registrada em 28 de fevereiro.
Em 29 de fevereiro, mais três casos do vírus foram confirmados, elevando o número total para 23. 10.483 pessoas haviam sido testadas. Duas das três pessoas afetadas haviam retornado recentemente da Itália, enquanto a terceira havia retornado da Ásia. No mesmo dia, o governo escocês anunciou que começaria a realizar uma vigilância em alguns hospitais. Cerca de 442.675 ligações foram feitas para a linha não emergencial 111 na última semana de fevereiro.

### Março de 2020

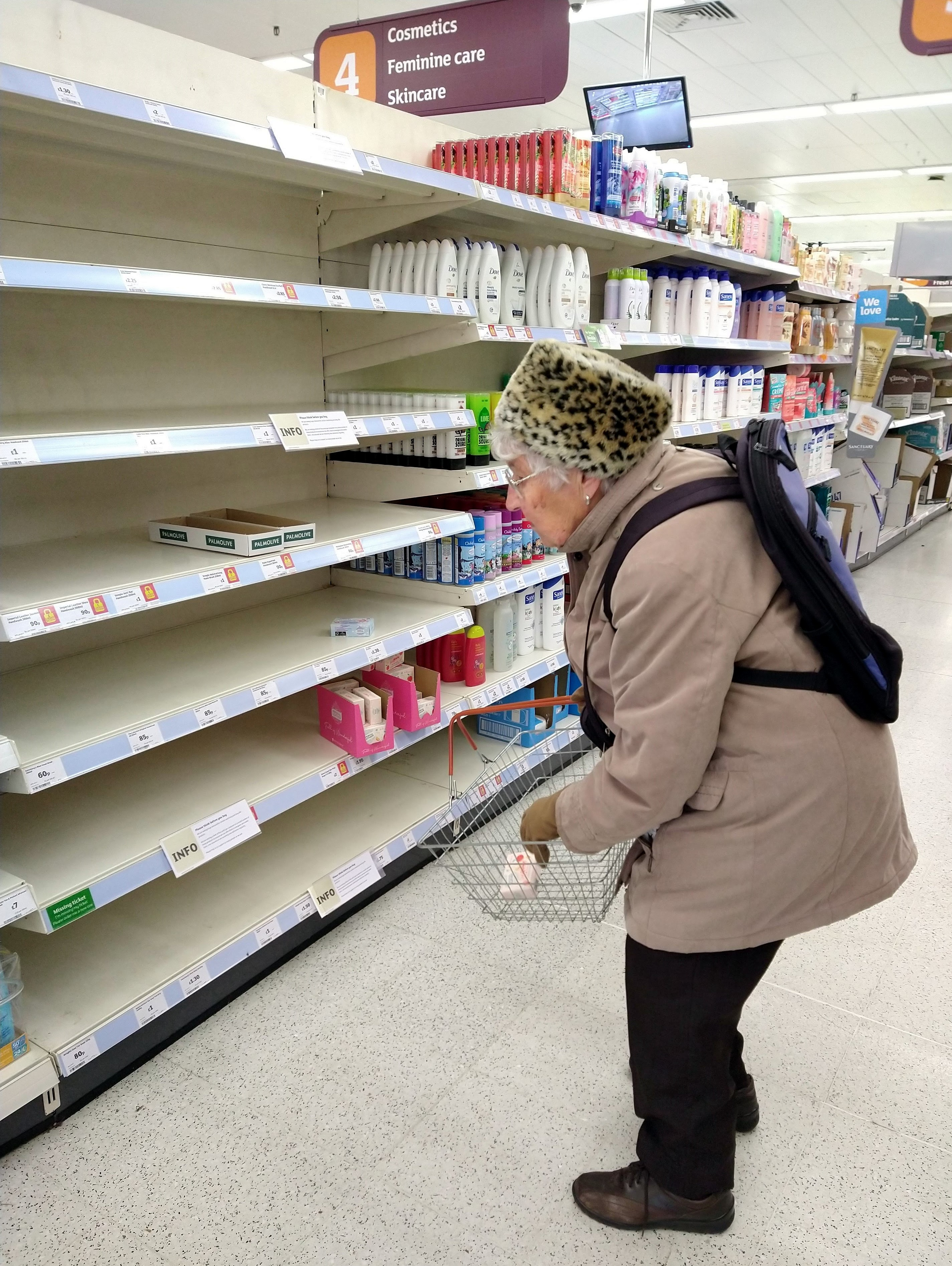
Prateleiras de mercado de Londres vazias.

Em 1º de março, outros 13 casos foram relatados, acrescentando a Grande Manchester e a Escócia à lista de áreas afetadas e elevando o total para 36, três dos quais se acredita serem contatos do caso em Surrey. Em 2 de março, mais quatro pessoas na Inglaterra testaram positivo; os quatro haviam viajado recentemente da Itália. O número total de casos no Reino Unido subiu para 39. No dia seguinte, quando o número total de casos confirmados no Reino Unido chegou a 51, o governo do Reino Unido apresentou seu Plano de Ação para Coronavírus, que descrevia o que o Reino Unido tinha feito e o que planejava fazer a seguir. Paul Cosford, diretor médico da Public Health England, disse que a transmissão generalizada de COVID-19 no Reino Unido é "altamente provável".
Em 4 de março, o número total de casos confirmados subiu para 85. Em 5 de março, foram anunciados mais três casos na Escócia, e o total de casos confirmados no Reino Unido chegou a 115. No mesmo dia, uma mulher de 70 anos com uma condição médica grave, registrou a primeira morte por COVID-19 no Reino Unido. Outros 48 casos foram confirmados em 6 de março, com o total passando dos 200 no dia seguinte. Em 8 de março houve a confirmação de 64 casos, o maior aumento de casos até então. Em 9 de março, foram confirmados casos em Dorset.

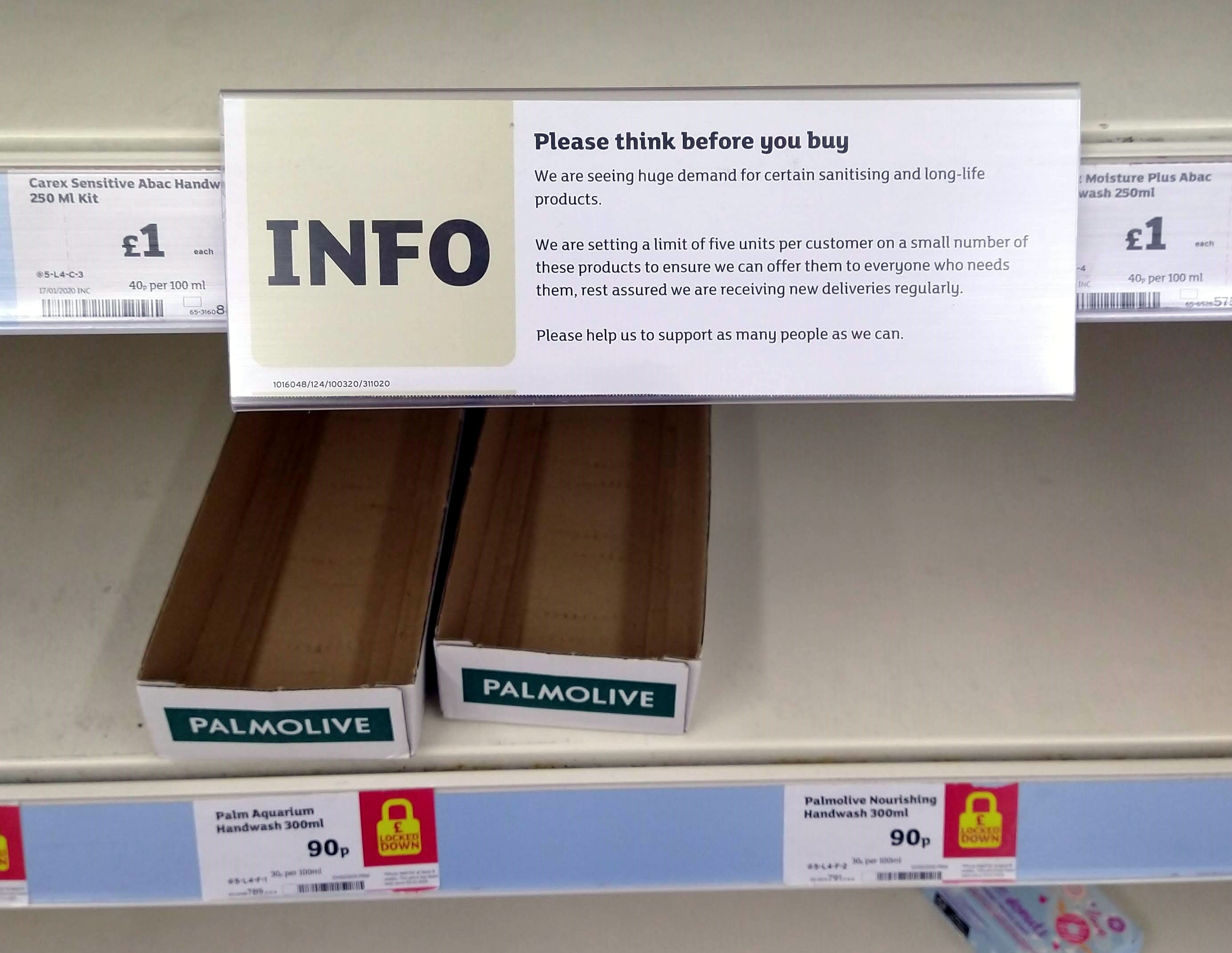
A partir de 12 de março alguns estabelecimentos passaram a limitar o número de itens vendidos por cliente.

Em 10 de março, foi anunciado que o Ministro da Saúde, Nadine Dorries havia testado positivo para o vírus e estava auto-isolando. Em 11 de março mais 83 casos foram confirmados, elevando o total para 456. No mesmo dia, a OMS declarou a eclosão de uma pandemia, e foi-se discutido o orçamento anual. Em 12 de março, o total de casos no Reino Unido subiu para 590. O governo aconselhou que qualquer pessoa com uma nova tosse contínua ou febre deve se auto-isolar por sete dias. As escolas foram solicitadas a cancelar viagens ao exterior, e pessoas acima de 70 anos e pessoas com condições médicas preexistentes foram aconselhadas a evitar cruzeiros.
Em 13 de março, o número total de casos confirmados subiu para 798, com a primeira morte sendo confirmada na Escócia. O governo do Reino Unido restringiu a exportação de três drogas que estavam sendo usadas em pacientes da COVID-19 em ensaios clínicos na China: Kaletra, fosfato de cloroquina e hidroxicloroquina. Em 14 de março, o número de casos confirmados aumentou para 1.140 e o número total de mortes subiu para 21. Em 15 de março, o secretário de Estado da Saúde e Assistência Social, Matt Hancock, anunciou que todos na Grã-Bretanha com mais de 70 anos seriam instruídos a se auto-isolarem nas próximas semanas. Naquele dia, o número de casos subiu para 1.372 e o número de mortes aumentou para 35.

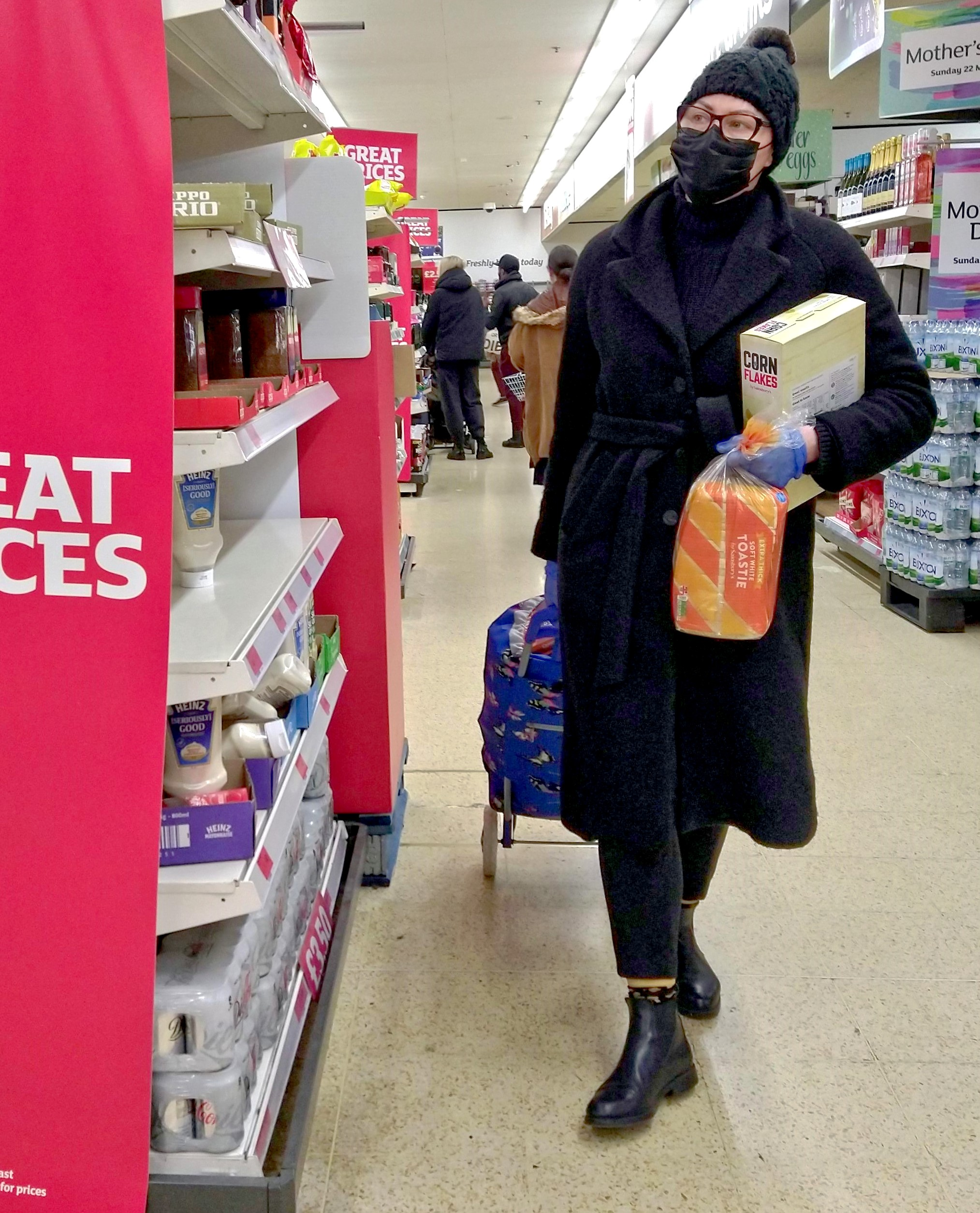
Uso de máscara e luvas em supermercado de Londres.

Em 16 de março, o número de mortos no Reino Unido subiu para 55, com o número de casos passando de 1.500. A primeira morte no País de Gales estava nesses números. O primeiro-ministro Boris Johnson aconselhou todos os britânicos a não fazerem viagens e não tomarem contatos "não essenciais" com outras pessoas, além de sugerir o dever de evitar bares, clubes, teatros e trabalhar em casa, se possível. Mulheres grávidas e pessoas com certa situação clínica se juntaram ao grupo dos que deveriam se auto-isolar. No mesmo dia, uma segunda deputada, Kate Osborne, deu positivo após um período de auto-isolamento.
Em 17 de março, o NHS England anunciou que todas as operações não urgentes na Inglaterra seriam adiadas de 15 de abril para liberar 30.000 camas. Também em 17 de março, o chanceler Rishi Sunak anunciou que 330 bilhões de libras seriam disponibilizados em garantias de empréstimos para empresas afetadas pela pandemia. Nesse dia, o número de mortos no Reino Unido subiu para 71, enquanto o número de casos confirmados chegou em 1.950. Em 17 de março, o governo forneceu um pacote de apoio emergencial de 3,2 milhões de libras para criação de acomodações. Com necessidades complexas de saúde física e mental, em geral, os sem-teto correm um risco significativo de contrair o vírus.
Em 18 de março, o deputado Lloyd Russell-Moyle anunciou que havia testado positivo para o vírus. Boris Johnson fez uma declaração, anunciando que todas as escolas no Reino Unido deveriam fechar na sexta-feira, só poderiam continuar frequentando alunos que têm pais com empregos que não podem ser feitos em casa. Em 19 de março, a primeira morte foi confirmada na Irlanda do Norte. O Ministério da Defesa também anunciou a formação da Força de Apoio COVID, permitindo que os militares apoiem serviços públicos e autoridades civis no combate ao surto. Também foram anunciadas duas operações militares: Operation Rescript, que se concentra no surto no Reino Unido; e Operação Broadshare, que se concentra nas atividades militares britânicas no exterior.

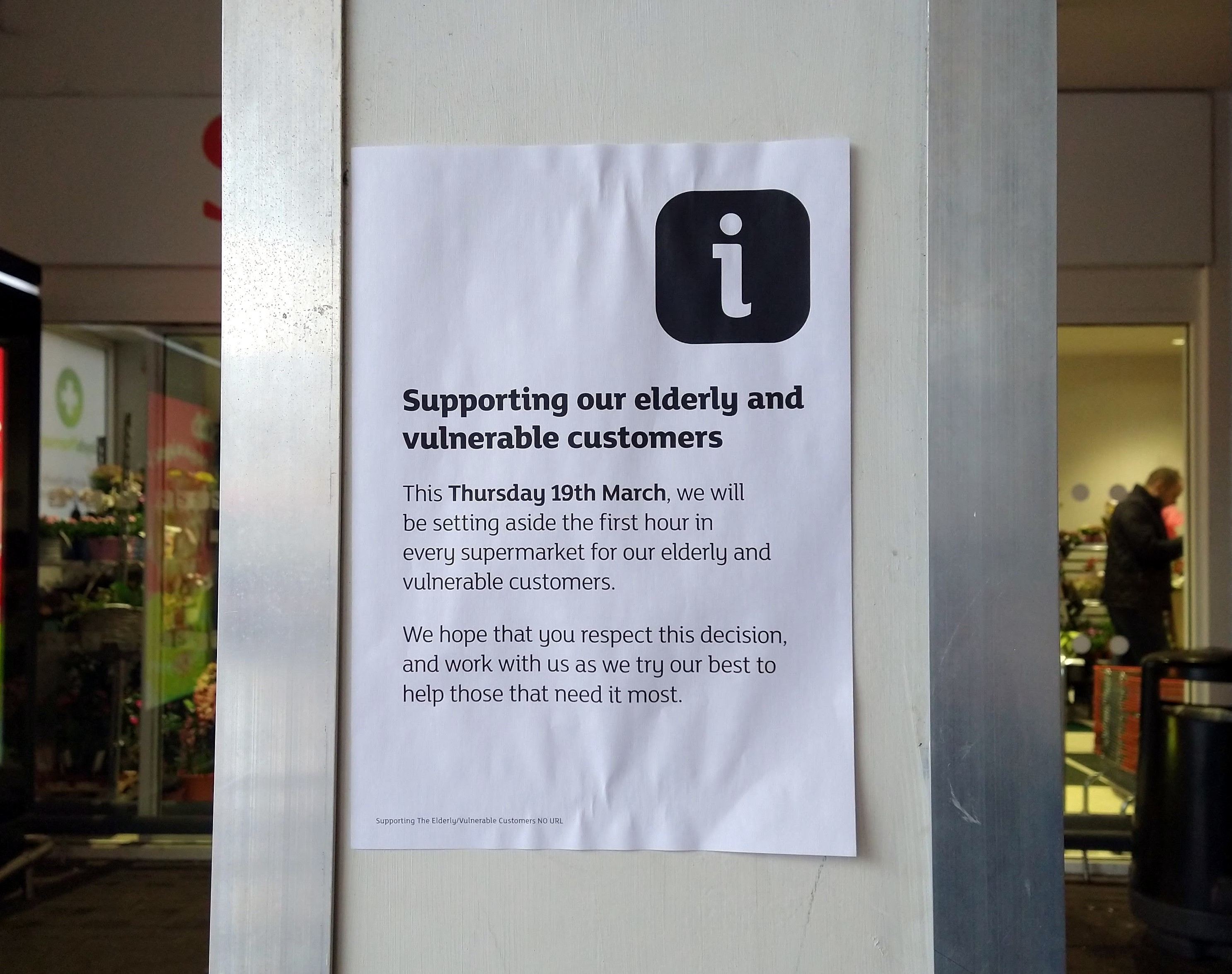
Aviso de prioridade às compras, em relação a pessoas na faixa de risco.

Em 20 de março, o primeiro-ministro Boris Johnson solicitou o fechamento de bares, restaurantes, academias, locais de entretenimento, museus e galerias. A Agência de Normas para Condutores e Veículos anunciou que todos os testes de teoria práticos e de condução pendentes deveriam ser adiados, por pelo menos três meses no caso de testes práticos, e até 20 de abril para os testes teóricos. Todos os candidatos deveriam receber uma notificação de quando seus testes foram remarcados.
Em 22 de março, o número de mortos no Reino Unido chegou a 281, incluindo a mais jovem vítima britânica, uma adolescente de 18 anos com problemas de saúde adjacentes. Em 23 de março, a Next foi a primeira varejista a anunciar que estava fechando temporariamente suas 700 lojas devido à pandemia. Ele previa uma perda de £1 bilhão em receita. No mesmo dia, Downing Street confirmou que o secretário de Relações Exteriores Dominic Raab atuaria no lugar do primeiro-ministro Boris Johnson se ele se tornasse como "incapacitado".
Em 23 de março, Boris Johnson anunciou em um canal de televisão que as medidas para preventivas seriam mais rigorosas, com restrições feitas à liberdade de circulação. Johnson não mencionou a palavra "bloqueio", mas o termo foi amplamente adotado na mídia. O governo instruiu as pessoas a ficar em casa durante todo esse período, podendo sair apenas para fazer compras essenciais, por necessidade médicas, ou para praticar exercício físico. Muitas outras atividades não essenciais, incluindo todas as reuniões públicas e eventos sociais, exceto funerais, foram proibidas, com muitas categorias de empresas de varejo ordenadas a serem fechadas.

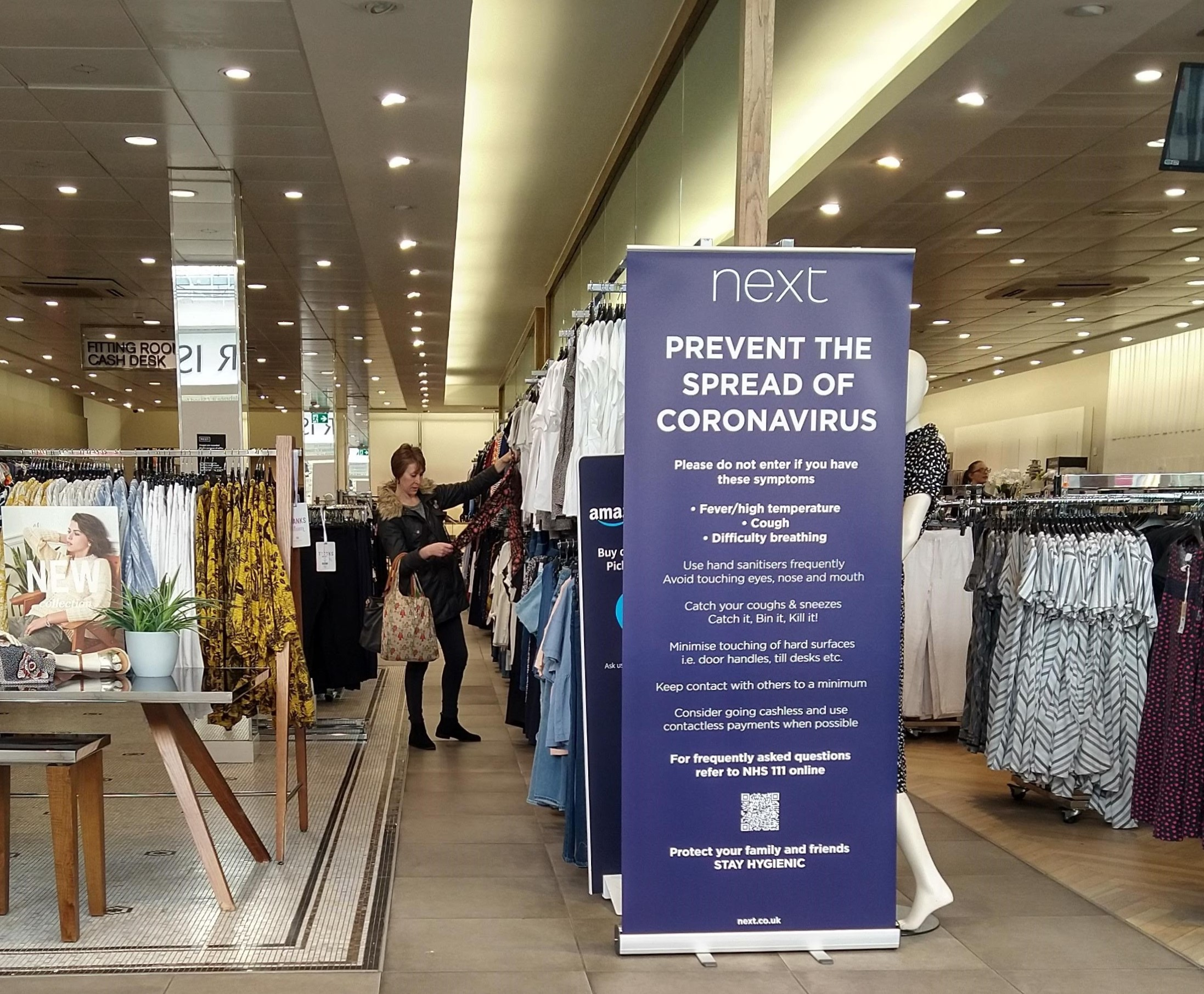
A rede de lojas Next anunciou o fechamento de 700 lojas, a fim de diminuir o contágio.

O Parlamento Escocês encerrou suas atividades em 24 de março, com planos de se reunir novamente em 1º de abril para discutir a legislação de emergência. A Assembleia Nacional do País de Gales fechou ao público em 17 de março e realizou em 1° de abril uma reunião virtual. A Assembleia da Irlanda do Norte reduziu sua carga de trabalho ao suspender todos os negócios não essenciais em 18 de março, e fechou ao público em 19 de março. O Parlamento do Reino Unido foi encerrado em 25 de março, com o Presidente da Câmara propondo um "parlamento virtual" até 21 de abril.
Em 24 de março, foi anunciado que o NHS England estabeleceria um hospital de cuidados intensivos temporário, o NHS Nightingale Hospital London, no centro de conferências ExCeL London. Também em 24 de março, foi relatado que o NHS Wales estava estudando a possibilidade de usar o Estádio do Principado em Cardiff para um propósito semelhante. Em 25 de março, foi confirmado que o NHS Scotland havia identificado as instalações para exposições e conferências SEC Centre de Glasgow como um local potencial para um hospital semelhante na Escócia. Em 26 de março, foi relatado que o serviço de saúde da Irlanda do Norte também estava procurando por locais em potencial para uso em hospitais temporários. Em 27 de março, o NHS England anunciou que estabeleceria mais hospitais do NHS Nightingale nos principais centros de conferência para ajudar a lidar com o grande número de casos esperados. De acordo com dados oficiais divulgados em 24 de março, houve 87 novas mortes por coronavírus nas 24 horas anteriores, elevando o número total de mortes para 422.

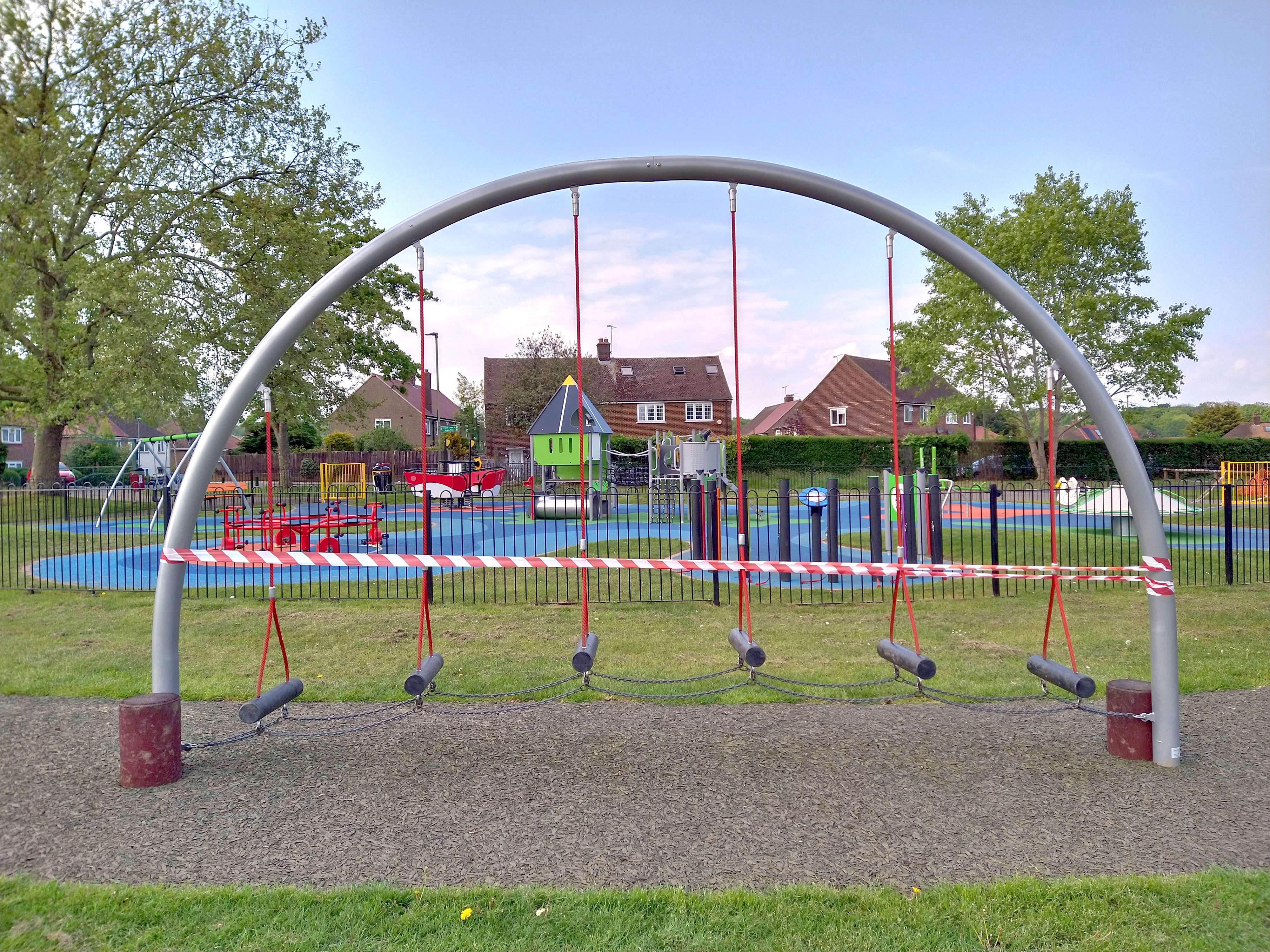
Parque infantil isolado devido a pandemia.

Em 25 de março, o diplomata britânico Steven Dick, vice-embaixador na Hungria, morreu em Budapeste após contrair o vírus. No mesmo dia, foi anunciado que a polícia teria o poder de usar uma "força razoável" para garantir a execução dos regulamentos. Os dois primeiros médicos que trabalham no NHS morreram do COVID-19 no mesmo dia, um clínico geral e o outro cirurgião. Em 26 de março, foram confirmadas mais de 100 em um dia pela primeira vez, subindo para 578, enquanto o número total de casos subiu para 11.568 foi positivo para o vírus. Às 20 horas daquele dia, pessoas de todo o Reino Unido participaram de aplausos nacionais em reconhecimento aos trabalhadores da saúde. Este aplauso foi repetido na semana seguinte.
Em 27 de março, Boris Johnson e Matt Hancock anunciaram que haviam testado positivo para o vírus. No mesmo dia, a deputada trabalhista Angela Rayner, Secretária de Estado da Educação, confirmou que estava sofrendo sintomas e em auto-isolamento. O consultor médico chefe Chris Whitty também relatou sofrer de sintomas estando também em auto-isolamento. Nesse dia também houve o maior aumento no número de mortes, com o número subindo 181 em relação ao dia anterior, elevando o total para 759, enquanto 14.579 casos foram confirmados. No mesmo dia, a Casa da Moeda Real anunciou que estava fabricando viseiras médicas para a equipe médica que trabalhava durante a pandemia. O Conselho Nacional de Chefes de Polícia disse que a polícia havia emitido suas primeiras multas por pessoas que infringiam as regras de bloqueio. Os avisos de penalidade fixa são de £60, mas que seriam reduzidos para £30 se pagos dentro de 14 dias.

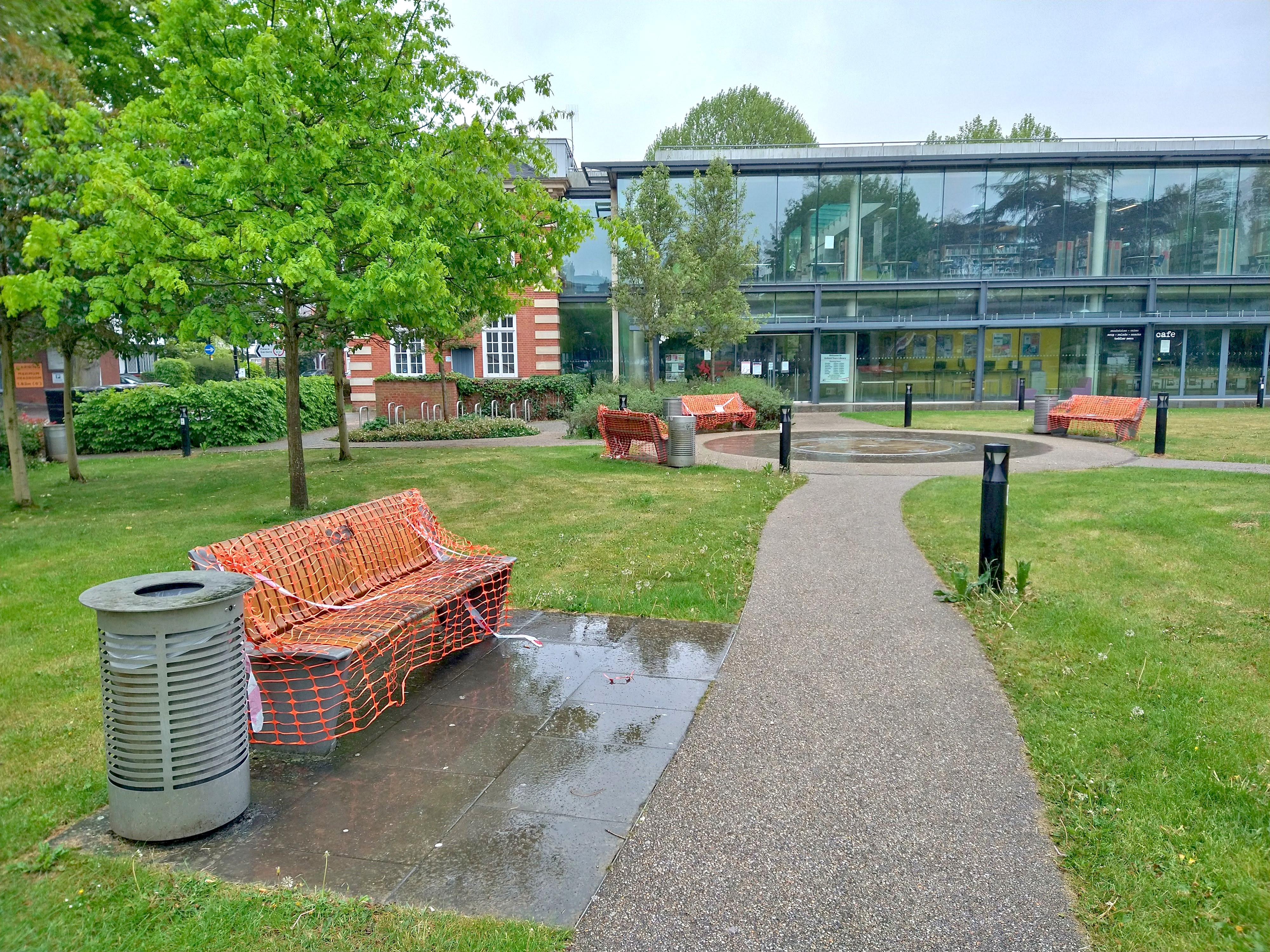
Bancos de parque cobertos com redes para impedir seu uso.

Em 28 de março, o secretário escocês Alister Jack anunciou que estava em auto-isolamento depois de apresentar os sintomas da doença. Foram confirmadas mais 260 mortes com o total passando de 1.000. O número total de casos chegou a 17.089. Novos regulamentos entraram em vigor na Irlanda do Norte, dando às autoridades o poder de forçar as empresas a fecharem e aplicar-lhes multas se recusarem, assim como as pessoas que saem de casa sem uma "desculpa razoável". As medidas, introduzidas pelo Executivo da Irlanda do Norte, a alinharam com o restante do Reino Unido.
Em 29 de março, foi relatado que o governo enviaria uma carta a 30 milhões de famílias, alertando que as coisas "piorariam antes que melhorassem" e que restrições mais rígidas poderiam ser implementadas, se necessário. A carta também seria acompanhada de um folheto estabelecendo as regras de bloqueio do governo, juntamente com informações de saúde. A Dra. Jenny Harries, vice-diretora médica da Inglaterra, sugeriu que seriam necessários seis meses antes que a vida voltasse ao "normal", porque as medidas de distanciamento social teriam que ser reduzidas "gradualmente". Nesse dia também o primeiro profissional da saúde morreu no país.
Em 30 de março, Dominic Cummings, conselheiro-chefe do primeiro-ministro, apresentou sintomas da doença. Como o número de mortes relatadas aumentou para 1.408, Patrick Vallance, o principal consultor científico do Reino Unido, disse que havia sinais precoces de que as medidas de distanciamento social estavam "fazendo a diferença". Pensa-se que a transmissão do vírus na comunidade estava diminuindo e os dados de internações sugeriam que os casos não estavam aumentando tão rápido quanto o previsto. Dominic Raab anunciou um acordo entre o governo e as principais companhias aéreas do Reino Unido para buscar dezenas de milhares de cidadãos britânicos que estavam presos no exterior pelo surto de coronavírus. Em 31 de março, foi registrado o maior número de mortes no Reino Unido até o momento, com 381 mortes totalizando 1.789.

### Abril de 2020

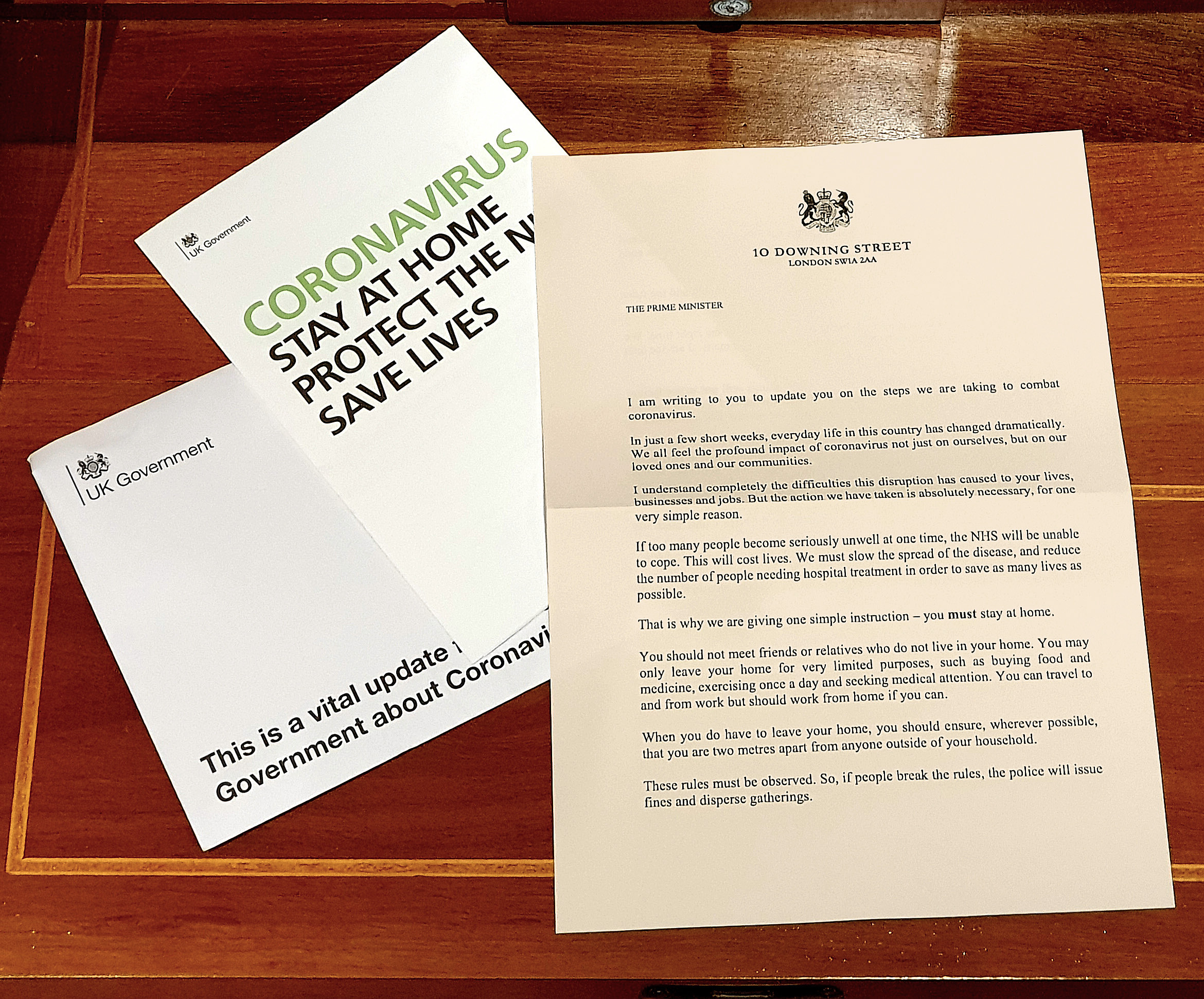
Carta do Primeiro-ministro enviada à população em 3 de abril

Em 1.º de abril, o governo anunciou que 200 funcionários do NHS haviam testado positivo para o vírus. O Ministro do Gabinete Michael Gove disse que a falta de reagentes químicos para a fabricação de testes não permitiria a testagem de todos os membros. A declaração de Gove foi contestada pela Chemical Industries Association, que disse que não havia falta dos produtos químicos importantes e que, em uma reunião com um ministro de negócios, na semana anterior, o ministro não havia tentado descobrir possíveis problemas com os suprimentos. Em 1 de abril, confirmou-se que o número de mortes aumentou para 2.362, e o de casos para 29.474 casos, tendo sido confirmados 4.324 novos casos.
Em 2 de abril, o Secretário de Saúde Matt Hancock, após seu período de sete dias de isolamento, anunciou um plano de "cinco pilares" para testar pessoas para o vírus, com o objetivo de realizar 100.000 exames por dia até o final de abril. Às 20:00 do dia 2 de abril, o Reino Unido deu outra salva de palmas nacional para os funcionários do NHS e outros trabalhadores importantes.
Com a previsão do tempo quente para algumas áreas durante o próximo fim de semana, em 3 de abril, Hancock alertou as pessoas para ficarem em casa, dizendo que essa era uma instrução e "não uma solicitação". Em 4 de abril, foi anunciado que uma criança de cinco anos havia morrido pelo vírus, a vítima mais jovem até então. O total de óbitos chegou a 4.313, tendo aumentado 708 em relação ao dia anterior. Naquele dia, Boris Johnson foi internado no hospital como uma "medida de precaução" depois de sofrer de sintomas por mais de uma semana sem melhora. Catherine Calderwood, chefe médica da Escócia, renunciou ao seu cargo após a denúncia de visitar sua segunda casa durante o bloqueio.

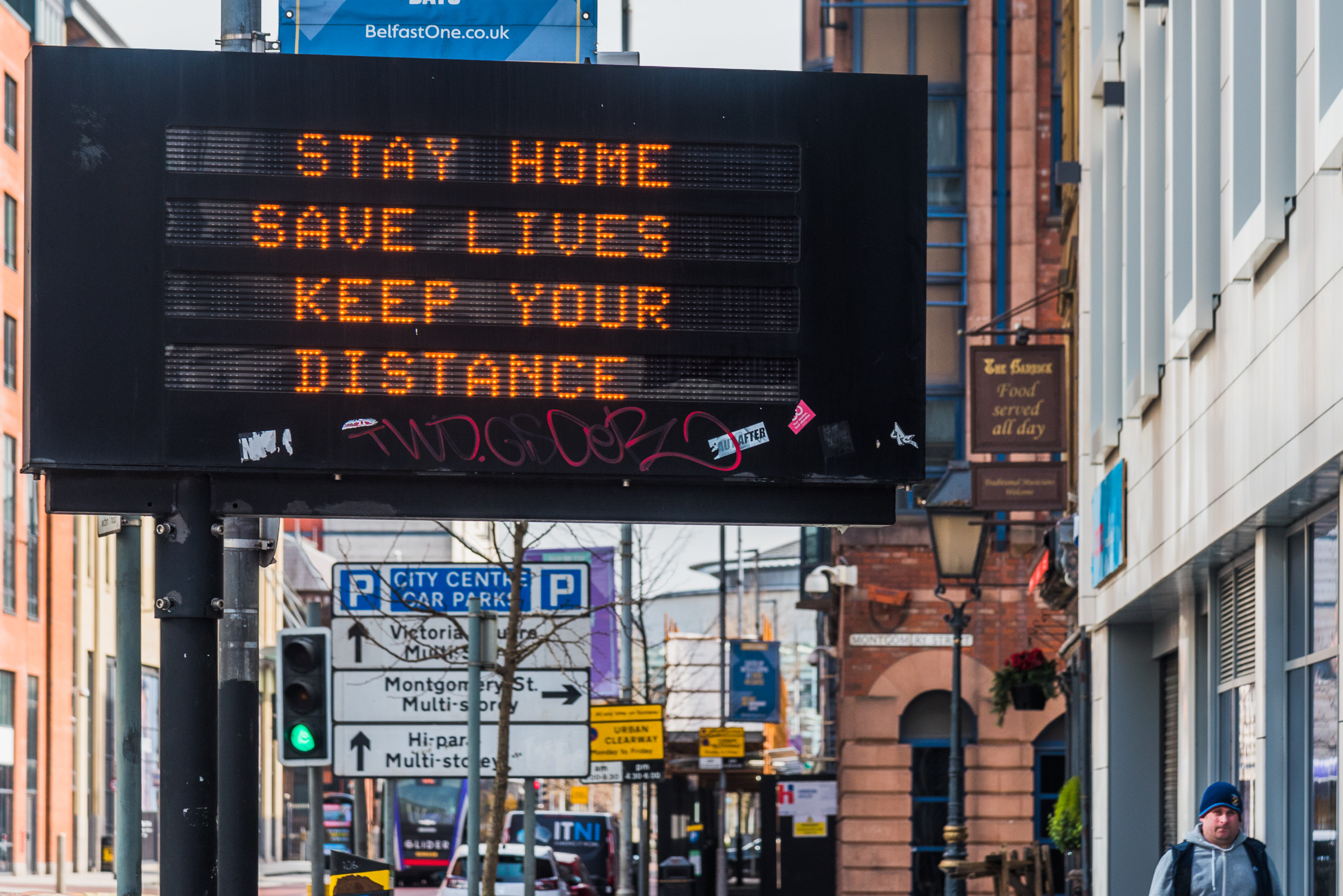
Letreiro eletrônico usado para alertar sobre o distanciamento.

Em 6 de abril, Boris Johnson foi transferido para a unidade de terapia intensiva no Hospital St Thomas em Londres, quando seus sintomas pioraram. Dominic Raab assumiu os deveres de Johnson. Em 7 de abril, o número de mortes registradas aumentou 786, totalizando 6.159. O número comparado com 439 mortes no dia anterior. Patrick Vallance, principal consultor científico do governo, disse que os números não estavam acelerando como havia sido previsto, mas era muito cedo para saber se o surto estava chegando ao pico.
Em 8 de abril, Mark Drakeford, o primeiro ministro do País de Gales, confirmou que o governo galês estenderia o bloqueio além do período inicial de três semanas. Nesse dia, outras 938 mortes foram relatadas no Reino Unido, elevando o total para 7.097. Em 9 de abril, o número de mortes registradas aumentou 881, totalizando 7.978. Dominic Raab disse que o Reino Unido está "começando a ver o impacto" das restrições, mas que é "muito cedo" para levantá-las, e pediu às pessoas que fiquem em casa no fim de semana da Páscoa. Boris Johnson foi retirado dos cuidados intensivos, mas permaneceu no hospital. Às 20:00 do dia 9 de  abril, o país organizou uma terceira salva de palmas para os funcionários do NHS e outros trabalhadores importantes.

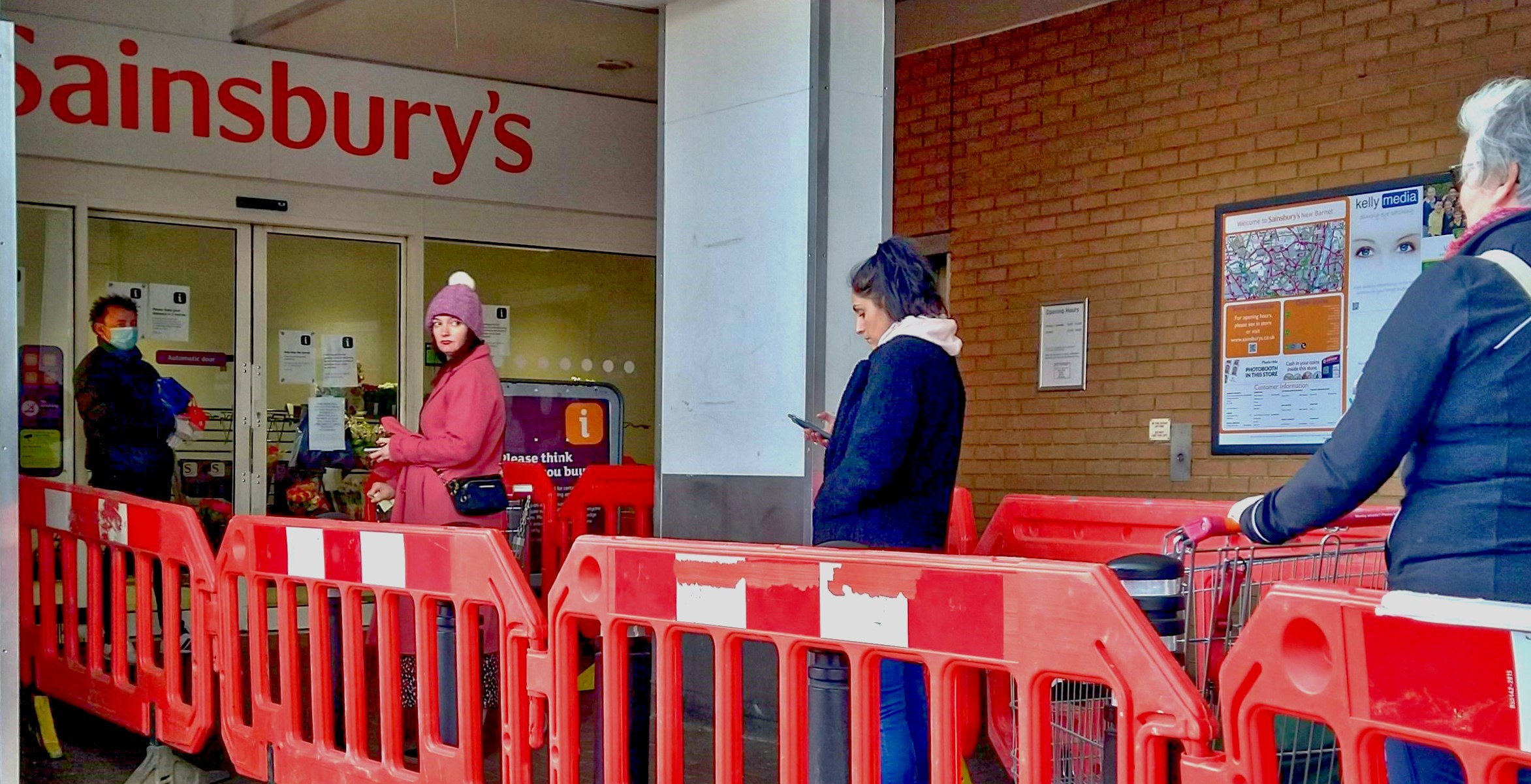
Medidas de distanciamento social sendo respeitadas em supermercado.

Em 10 de abril, o Reino Unido registrou outras 980 mortes, totalizando 8.958. Jonathan Van-Tam, vice-diretor médico da Inglaterra, disse em um jornal que o bloqueio estava "começando a valer a pena", mas o Reino Unido ainda estava em uma "situação perigosa" e, embora os casos em Londres tenham começado a cair, eles ainda estão subindo em Yorkshire e no nordeste. Matt Hancock disse ao Briefing que estava sendo feito um "esforço hercúleo" para garantir entregas diárias de equipamento de proteção individual (EPI) aos trabalhadores da linha de frente, incluindo o estabelecimento de uma indústria de fabricação doméstica para produzir o equipamento. 15 centros drive-through também foram abertos em todo o Reino Unido para testar os funcionários da linha de frente.
Em 11 de abril, o número de mortes registradas aumentou 917, totalizando 9.875. Depois que alguns funcionários do NHS disseram que ainda não dispunham do equipamento de proteção individual correto para tratar os pacientes, a secretária do Interior, Priti Patel, disse que estava "arrependida se as pessoas acham que houve falhas" no fornecimento do kit.
Boris Johnson deixou o hospital no domingo, 12 de abril. Nesse dia, foram relatadas novas 737 mortes, ultrapassando o total de 10 000. Matt Hancock descreveu como um "dia sombrio". Em 13 de abril, foram relatadas 717 mortes, com o total chegando a 11.329. Dominic Raab disse ao Briefing que o governo não esperava fazer mudanças imediatas nas restrições de bloqueio e que o plano do Reino Unido; "está funcionando, mas ainda não estamos superando o pico deste vírus".
Em 14 de abril, foram registradas 778 mortes, elevando o total para 12.107. Nesse dia, dados divulgados pelo Escritório de Estatísticas Nacionais indicavam que o coronavírus havia sido associado a uma em cada cinco mortes durante a semana que terminou em 3 de  abril. Mais de 16.000 mortes no Reino Unido foram registradas até aquela semana. Várias instituições de caridade do Reino Unido, incluindo a Age UK e a Alzheimer's Society, expressaram sua preocupação com o fato de as pessoas mais velhas serem mantidas em casa, enquanto os números oficiais se concentram nas mortes de hospitais, embora não incluam aquelas em casas de repouso ou na casa de uma pessoa. Respondendo a essas preocupações, Therese Coffey, o secretário de Estado do Trabalho e Pensões, disse que os números dos hospitais estão sendo usados porque "é preciso e rápido".
Matt Hancock anunciou novas diretrizes que permitem membros próximos da família visitarem parentes doentes. Naquele dia, o NHS England e a Care Quality Commission começaram a implementar testes para funcionários e residentes de casas de saúde, pois foi relatado que o número de mortes em casas de saúde estava aumentando, mas os números oficiais, que dependem de atestados de óbito, não estavam refletindo toda a extensão do problema. Helen Whately, a Ministra da Assistência Social, disse que o governo estava ciente de que os números estavam sendo subestimados. Também em 15 de abril, Arlene Foster, a Primeira Ministra da Irlanda do Norte, estendeu o período de bloqueio no país até 9 de maio.
Em 16 de abril, Dominic Raab revelou que as restrições de bloqueio continuariam por ao menos mais três semanas, e relaxá-las muito cedo "arriscaria desperdiçar todos os sacrifícios e todo o progresso que foi feito". Ele estabeleceu cinco condições para qualquer flexibilização do bloqueio. Naquele dia, o número de mortes registradas foi de 861, elevando o total para 13.729, enquanto o número de casos do vírus passou de 100 000. Também em 16 de abril, o NHS Nightingale Hospital Birmingham foi oficialmente inaugurado pelo Príncipe William, e a população encenou uma quarta rodada de aplausos para a equipe do NHS e trabalhadores-chave às 20h. Em 17 de abril, foram registradas 847 mortes, elevando o total para 14.576. Matt Hancock confirmou que os testes de coronavírus seriam lançados para cobrir mais funcionários do serviço público, como policiais, bombeiros e funcionários de penitenciárias.
Em 18 de abril, sindicatos de médicos e enfermeiras expressaram preocupação com a mudança nas diretrizes do governo que aconselham os médicos a reutilizar aventais ou usar outros kits se os estoques estiverem baixos. Robert Jenrick, o Secretário de Estado do Governo, anunciou mais £1,6 bilhão de apoio às autoridades locais, ademais dos já entregues £1,6 bilhão logo no início do surto.
Em 29 de abril, o número de pessoas que mortes no país ultrapassou 26 000, já que os números oficiais incluem mortes na comunidade, como em lares de idosos, pela primeira vez. Em 30 de abril, Boris Johnson disse que o país havia "passado do pico desta doença".

### Novembro de 2021
Foram detetados dois casos da variante Omicron da Covid-19 em Chelmsford e em Nottingham.

## Estatísticas
Gráfico 1 – Número de novos casos diários reportados.
Gráfico 2 – Número de novas mortes.